# Challenge Records

Logo

Challenge Records is een Nederlands platenlabel dat gespecialiseerd is in klassieke muziek en jazz. De muziekuitgeverij werd opgericht in 1994 en is gevestigd in Amersfoort. Anne de Jong is directeur en oprichter van het label. In 1994 richtte hij, samen met fotograaf-ontwerper Joost Leijen en jazz-bassist Hein van de Geyn Challenge Jazz op.
Het platenlabel "Antoine Marchand" (letterlijke vertaling in het Frans van 'Ton Koopman') wordt gedistribueerd door Challenge Records.
Enkele kunstenaars en orkesten die bij Challenge Records vertegenwoordigd zijn, zijn Isabelle van Keulen, Simone Lamsma, La Petite Bande, het Nederlands Kamerkoor, het Radio Filharmonisch Orkest, Jaap van Zweden, het Nederlands Blazers Ensemble en het Nederlands Symfonieorkest, Jan Willem de Vriend.
Onder de jazzmusici die voor Challenge Records opnamen zijn onder anderen Eric Vloeimans, het Jazz Orchestra of the Concertgebouw, Matangi Quartet, Kim Hoorweg, Toon Roos, Tineke Postma, Yuri Honing, Batik, Marutyri, Natalia M. King, Jeroen van Vliet, Mike del Ferro, Monsieur Dubois, Corrie van Binsbergen, Fay Claassen en Rik Mol. Hein van de Geyn heeft vele opnamen voor Challenge Records geproduceerd.